# سلار دیلمی
ابویعلی حمزه بن عبدالعزیز، مشهور به سلار دیلمی از فقیهان قرن پنجم قمری است. او از شاگردان شیخ مفید و سید مرتضی است و از مشایخ و از مهم‌ترین عالمان و پیشوایان امامیه بوده‌است. او در سال ۴۶۳ قمری وفات کرد و بنابر قول مشهور در شهر خسروشهر تبریز دفن گردید.

## ولادت و زادگاه
از تاریخ ولادت، زمان هجرت از زادگاه، مدت اقامت در حلب، مسافرت‌ها، ازدواج و فرزندان سلار در هیچ کتابی سخن به میان نیامده است؛ ولی وجود پاره‌ای شواهد و مستندات، مانند مطالعه زندگی استادان، معاصران و شاگردان او و این که او گاهی به نیابت از شیخ مفید و سید مرتضی علم الهدی بر کرسی تدریس می‌نشست، می‌توان حدس زد که سلار در نیمه دوم قرن چهارم به دنیا آمده‌است. زادگاه او نیز دیلمان است.

## کنیه و لقب
ابویعلی، حمزه بن عبدالعزیز دیلمی، معروف به سالار و سلار، ابویعلی را کنیه او ذکر کرده‌اند و می‌گویند:
یعلی اسمی است منقول از فعل معلوم علا یعلوا علوا، مثل سما یسمو و گفته شده‌است علی یعلی مثل یرضی است؛ و علا به معنای برتری در شرف است.
نویسنده اعیان الشیعه و مؤلف ریاض العلماء نوشته‌اند:
سلار اسمی است که در لغت فارسی و عربی اصلاً وجود ندارد و مترجمین آن را به جای لفظ سالار استعمال کرده‌اند، ولی در رجال بحرالعلوم آمده‌است که سلار معرب سالار است.
مترجمین، سالار را در فارسی به معنای رئیس و امیر و در عربی به معنای شریف معنا می‌کنند.

## استادان
۱. محمد بن محمد بن نعمان معروف به شیخ مفید (م۴۱۳ق).
۲. علی بن حسین، معروف به سید مرتضی علم الهدی (۴۳۶ ق).

## مشایخ امامیه
سلار دیلمی یکی از مشایخ و از مهم‌ترین عالمان و پیشوایان امامیه بوده‌است. مشایخ و قدمای امامیه، ده نفر بودند که عبارتند از:
۱و۲ صدوقان (علی بن بابویه قمی و فرزندش شیخ صدوق).
۳و۴ شیخان (شیخ مفید و شیخ طوسی).
۵و۶. سیدان (سید مرتضی علم الهدی و برادرش سید رضی، گردآورنده نهج البلاغه).
1. ابن ابی عقیل عمانی.
2. ابوالصلاح حلبی.
3. ابن ادریس حلی.
4. ابویعلی، سلار حمزه بن عبد العزیز دیلمی.

## شاگردان
1. شیخ ابو علی طوسی
2. عبدالله بن حسن بن حسین بن بابویه
3. حسن بن حسین بن بابویه
4. ابوالکرم مبارک بن فاخر نحوی
5. ابوالفتح عثمان بن جنی نحوی
6. ابوالصلاح تقی الدین
7. محمد بن علی بن عثمان
8. عبدالجبار بن عبدالله المقری الرازی
9. محمد بن عبدالرحمن بن احمد بن الحسین نیشابوری خزاعی

## سلاّر دیلمی در مسند قضاوت
سید مرتضی شاگردان فقیه و دانشمندش را به اقصی نقاط کشور اسلامی، برای قضاوت گسیل می‌داشت. یکی از شخصیت‌های برجسته شیعه که از سوی سید مرتضی برای منصب قضا به مناطق حلب (از توابع سوریه) اعزام شد، سلار دیلمی بود. او در این مناطق، زعامت دینی مردم را به عهده گرفت و به عنوان حاکم شرع اسلامی، به حل و فصل نزاع‌ها و اختلافات دینی ـ اجتماعی پرداخت و به ارشاد و هدایت مردم، اقامه جماعت و رفع مشکلات و پاسخ‌گویی به مسائل دینی شیعیان نیز اشتغال داشت.
از زمان مسافرت او به حلب و مدت اقامت او در آنجا اطلاع دقیقی در دست نیست. اما شواهد نشان می‌دهد که او سالیان متمادی در آن دیار حضور داشته‌است، به گونه‌ای که برخی او را از فقهای حلب به‌شمار آورده‌اند.

## تالیفات
1. المراسم العلویه فی الاحکام النبویه.
2. المقنع فی المذهب.
3. التقریب (التهذیب) در اصول فقه.

۴. التذکره فی حقیقه الجوهر و العرض.
1. الابواب و الفصول فی الفقه.
2. المسائل السلاریه.

۷. الرد علی ابی الحسن البصری فی نقض الشافی.
۸. تتمیم الملخص

## جایگاه سلار
دانشمندان و زندگی‌نامه نویسان، هر یک دربارهٔ مقام علمی سلار مطالبی نوشته‌اند: سیوطی در طبقات النحویین النحاه سلار را از دانشوران علم نحو دانسته‌است.
علامه حلی در خلاصه نوشته‌است: سلار بن عبدالعزیز دیلمی از فقها ی مورد وثوق شیعه است که در فقه و ادبیات، سرآمد و ممتاز بود.
پژوهشگر معاصر، سید ابوالقاسم خویی ضمن تأیید وثاقت سلار، او را از بزرگان فقها ی شیعه دانسته و نوشته‌است:
«سلار بن عبدالعزیز الدیلمی فقیه، جلیل، معظم، ثقه»؛ سلار بن عبدالعزیز دیلمی، فقیهی مورد اعتماد و بزرگوار و گران‌قدر است.
او از جمله فقیهانی است که بر فقیهان طبقه بعدی همچون شیخ طوسی تأثیر گذاشته‌است. از او آثاری همچون «تتمیم الملخص» برجای مانده که حاشیه و تکمیلی کتاب ملخص شریف مرتضی است. انصاری این کتاب را منتسب به او می‌داند. به گفته انصاری هر دو این کتاب‌ها مفقود شده‌اند. بیشتر شهرت سلار دیلمی به خاطر کتابش با عنوان «مراسم» است که در مورد فقه امامیه نگاشته شده‌است.

## وفات و مدفن
در تاریخ وفات سلار دیلمی اختلاف است، اما بنا به قول مشهور، مرگ او در ششم رمضان سال ۴۶۳ قمری در خسروشهر تبریز اتفاق افتاده‌است و قبر او در همان مکان می‌باشد. این که این فقیه، چرا و چگونه در این مکان مرده، به درستی معلوم نیست، ولی احتمالاً سلار مانند بسیاری از فقیهان و عالمان، به دنبال آشوب‌ها و جنگ‌های داخلی در آن سال‌های آشفته و نابسامان آخر زندگیش، بغداد را ترک و در حال بازگشت به زادگاهش بوده‌است که وفات یافته و پیکرش توسط دوستان و آشنایان در شهر خسروشاه تبریز به خاک سپرده شده‌است. مراقدالمعارف با تحقیق و تعلیقه محمد حسین حرزالدین دربارهٔ زیارت قبر سلار می‌نویسد که قبر او در منطقه شمالی «مقبره الشعراء» قرار داشته و بر سنگ قبر او، نوشته شده بود: «الله الباقی، کل من علیها فان، هذا قبر العالم العارف الشیخ سلار… فی تاریخ ذی الحجه سنه ثلاثه عشر و سبعمائه». (سال ۷۱۳ تاریخ نصب سنگ بر قبر سلار بوده‌است و نه تاریخ مرگ او)
بر روی سنگ قبر جدیدی که در سال ۱۳۸۸ ه‍.ق بر قبر او نصب شده چنین نوشته‌است:
«مرقد بزرگوار عالم عظیم الشان، حمزه بن عبدالعزیز دیلمی معروف به سلار، از اهالی دیلم گیلان و از اعاظم مجتهدین و دانشمندان شیعه است که علمای رجال نویس شیعه به شرح زندگانی‌اش پرداخته، او را ستوده‌اند. از شاگردان جناب شیخ مفید و سید مرتضی علم الهدی بوده، به قول صحیح در تاریخ ماه صفر سال ۴۴۸ ه‍.ق درگذشته و در قبرستان خسروشاه مدفون شده‌است. ۱۳۸۸ قمری
قبرستان قدیمی خسروشاه (خسروشهر) هم‌اکنون پارک بزرگی شده‌است که مقبره شیخ سلار نیز در این مکان قرار دارد.